# Шарлевой (округ)
Ша́рлевой (англ. Charlevoix County) — округ в штате Мичиган, США. Официально образован в 1869 году. По состоянию на 2010 год, численность населения составляла 25 949 человек.

## География
По данным Бюро переписи США, общая площадь округа равняется 3600,104 км², из которых 1077,441 км² — суша и 2522,663 км² или 70 % — это водоёмы.

## Население
По данным переписи населения 2000 года в округе проживает 26 090 жителей в составе 10 400 домашних хозяйств и 7 311 семей. Плотность населения составляет 24,00 человека на км2. На территории округа насчитывается 15 370 жилых строений, при плотности застройки около 14,00-ти строений на км2. Расовый состав населения: белые — 96,31 %, афроамериканцы — 0,17 %, коренные американцы (индейцы) — 1,54 %, азиаты — 0,23 %, гавайцы — 0,09 %, представители других рас — 0,41 %, представители двух или более рас — 1,25 %. Испаноязычные составляли 1,04 % населения независимо от расы.
В составе 31,80 % из общего числа домашних хозяйств проживают дети в возрасте до 18 лет, 58,40 % домашних хозяйств представляют собой супружеские пары проживающие вместе, 8,10 % домашних хозяйств представляют собой одиноких женщин без супруга, 29,80 % домашних хозяйств не имеют отношения к семьям, 25,20 % домашних хозяйств состоят из одного человека, 10,50 % домашних хозяйств состоят из престарелых (65 лет и старше), проживающих в одиночестве. Средний размер домашнего хозяйства составляет 2,48 человека, и средний размер семьи 2,96 человека.
Возрастной состав округа: 25,90 % моложе 18 лет, 6,50 % от 18 до 24, 27,40 % от 25 до 44, 25,20 % от 45 до 64 и 25,20 % от 65 и старше. Средний возраст жителя округа 39 лет. На каждые 100 женщин приходится 97,90 мужчин. На каждые 100 женщин старше 18 лет приходится 94,80 мужчин.
Средний доход на домохозяйство в округе составлял 39 788 USD, на семью — 46 260 USD. Среднестатистический заработок мужчины был 32 457 USD против 22 447 USD для женщины. Доход на душу населения составлял 20 130 USD. Около 5,40 % семей и 8,00 % общего населения находились ниже черты бедности, в том числе — 10,00 % молодежи (тех, кому ещё не исполнилось 18 лет) и 5,90 % тех, кому было уже больше 65 лет.